# Cropia philosopha
Cropia philosopha är en fjärilsart som beskrevs av William Schaus 1911. Cropia philosopha ingår i släktet Cropia och familjen nattflyn. Inga underarter finns listade i Catalogue of Life.